# Kubačka
Kubačka  je jedním ze zalesněných kopců Českého středohoří. Dosahuje nadmořské výšky 542 metrů a nachází se západně od Prackovic nad Labem v geomorfologickém podcelku Milešovské středohoří a okrsku Kostomlatské středohoří. Na vrchol nevede žádná turisticky značená cesta, pouze podél západního úbočí prochází žlutě značená trasa z Litochovic nad Labem na hrad Střekov.
Nachází se pod ním ložiska čediče, který je těžen v nedalekém lomu Dobkovičky, založeném roku 1910 a rozšířeném v roce 1970 poté, co byl kvůli mohutným sesuvům uzavřen sousední lom na kopci Debus, těžen pro stavební materiál. Podle oficiálních plánů má být těžba čediče ukončena k roku 2085, poté, kdy se lom kolem roku 2025 rozšíří o litochovickou část a bude mít finální délku 1600 metrů a šířku cca 400 metrů. Vrcholové partie nad 470 m n. m. budou podle plánů zachovány.[zdroj⁠?!]

## Dálnice D8
Plánovaná trasa dálnice D8, vedená po úbočí Kubačky, byla stabilizovaná od poloviny 90. let 20. století a získala pravomocné územní rozhodnutí v roce 2003, geologové ji však kvůli svahovým nestabilitám nedoporučovali. Společně s ekologickými organizacemi podporovali variantu tři kilometry dlouhého tunelu Kubačka, vedeného pod vrcholem. Radní Ústeckého kraje se ale v roce 2005 rozhodli z finančních a časových důvodů setrvat na variantě se dvěma kratšími tunely dlouhými 890 m, která již byla zanesena v územních plánech velkých územních celků okresu Litoměřice a Severočeské hnědouhelné pánve.
Vybraná trasa dálnice traverzuje svah kopec z východu mimo jiné i pod lomem Dobkovičky. Právě pod lomem Dobkovičky došlo v roce 2013 k sesuvu půdy na rozestavěnou dálnici. Sesuv způsobil dle státu škody za jednu miliardu korun, které začal vymáhat po majiteli lomu a majitele zažaloval. Soudní spory nebyly k roku 2023 ukončeny.
Podle prozatímního rozsudku z roku 2022 měl na sesuvu hlavní podíl silný déšť, samotný sesuv pak spustil 10metrový nezajištěný zářez dálnice. Činnost lomu pak dopad sesuvu zhoršila a toto zhoršení soud finančně vyčíslil poměrem do deseti procent z miliardové částky. Přesnou částku má určit další soud.
Samotná dálnice s tunely Radejčín (délka 620 m) a Prackovice (délka 270 m) severovýchodně od vrcholu a Prackovickou estakádou na východním úbočí kopce byla otevřena na konci roku 2016. Úsek na nestabilním podloží hlídá přes 500 čidel, Prackovickou estakádu muselo Ředitelství silnic a dálnic kvůli pohybům stabilizovat a v roce 2021 na ní řešilo praskliny.
Sesuv kromě dálnice též poškodil i železnici, která se má dle informací z roku 2023 opravit do roku 2026.